# Revue (Illustrierte)
Revue (französisch revue = ‚Zeitschrift‘, ‚Übersicht‘), von 1966 bis 2005 Neue Revue, war eine deutsche Illustrierte, zuletzt ein Boulevardmagazin aus dem Heinrich Bauer Verlag. Sitz der Redaktion der zwischen 1946 und 2008 erschienenen Zeitschrift war zuerst München; er wurde nach der Übernahme durch den Heinrich-Bauer Verlag nach Hamburg verlegt.

## Geschichte

### Die frühe REVUE

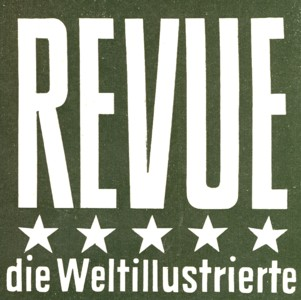
Revue-Marke bis Nr. 48, 1952

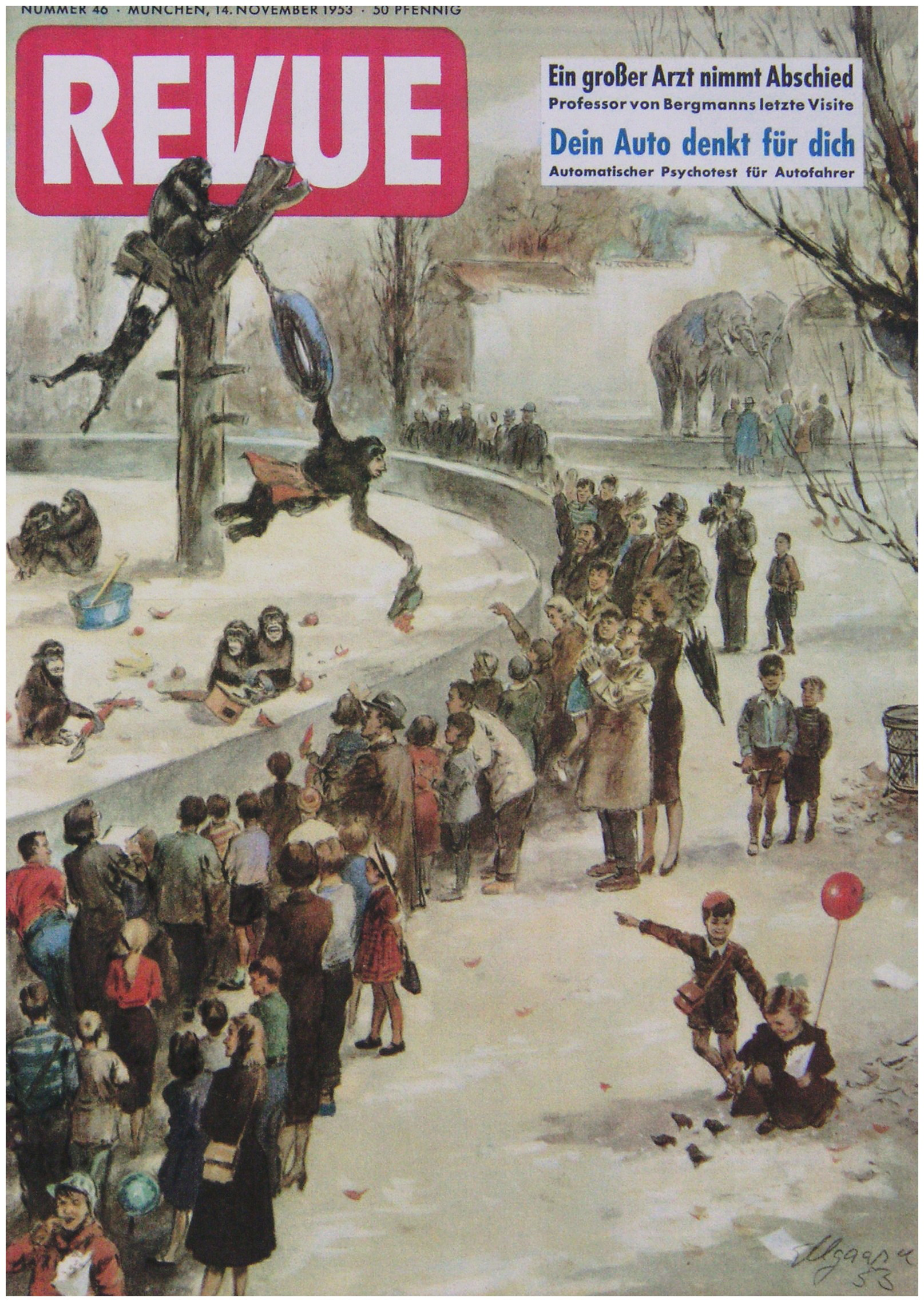
Titelbild von Helmuth Ellgaard für die „Revue“ November 1953, hier auch mit der neuen Marke

Die erste Revue erschien ab 1946 zunächst zweimal monatlich und ab Nr. 6, 1949, wöchentlich beim Kindler und Schiermeyer Verlag in München. Sie kostete damals 40 Pfennige, ihr Name war REVUE ***** die Weltillustrierte. Die Revue war eine der vielen neu gestarteten aktuellen Wochenzeitschriften in den frühen Jahren der Bundesrepublik Deutschland. Ihre Vorbilder waren die ausländischen Bildmagazine wie die französische Paris Match und die amerikanische Saturday Evening Post. Der erste Chefredakteur war Werner Fiedler bis 1948. Das Blatt hatte 40 bis 50 Seiten, die erste Marke hielt bis Nummer 48, 1952, dann kam ein moderner Typschnitt mit weißen Buchstaben auf rotem Grund, der der letzten Marke recht ähnlich ist. Der erste Vierfarbdruck kam mit der Nummer 28 am 11. Juli 1953. Die Konturen des Titelfotos (ein Modebild) hatten Regenbogenfarben, die Farbdeckung beim Druck war noch ein Problem.
Die Themen der Revue waren wochenaktuelle Bildberichte. Es gab längere Serien wie „Professor Dr. Sauerbruch“, „Die Memoiren des Hjalmar Schacht“ (beides Nebenprodukte von Büchern, die der dort tätige Journalist Hans Rudolf Berndorff, gleichzeitig verfasste), „Gone With the Windsors“ und „Das war Hitler … die erste Biografie nach 1945“. Auch der übliche Fortsetzungsroman fehlte nicht. Auf der Rückseite brachten die Karikaturisten Olaf Iversen, Peter Großkreuz und Emmerich Huber die Leser zum Lachen. Besonders Hubers „Abenteuer der Familie Kindermann“ war sehr beliebt; auch die Kurz-Cartoons „herbert“ von Gerhard Brinkmann fanden viele Freunde. Die Novembernummer von 1952 bestand aus 48 Seiten, davon waren 20 Seiten Werbung, alle noch in Schwarz-Weiß. Die erste farbige Reklame erschien in der Dezembernummer 1953 für die Strumpffirma ARWA. Chefredakteur der ersten Jahre war Wolfgang W. Parth und Bildredakteur sowie fest angestellter Pressezeichner war Helmuth Ellgaard.
Helmuth Ellgaard hatte 1946 in Berlin zusammen mit dem Journalisten Wüsten von Helmut Kindler den Auftrag erhalten, eine so genannte Lizenz- oder Nullnummer einer künftigen Revue herzustellen. Mit dieser Ur-Revue erhielt Kindler die Lizenz der Alliierten zur Herausgabe einer aktuellen Wochen-Zeitschrift.
Helmut Kindler als Verleger des Blattes verstand es insbesondere, Autoren zu finden, die spannende Fortsetzungsromane produzierten, die in der Regel später in seinem Buchverlag auch als Bücher erschienen. So etwa zählte zu seinen Autoren insbesondere auch Hans Habe. Unter dem Chefredakteur Ewald Struwe wurde in den frühen Sechzigerjahren die Leserbindung auch durch Leserwettbewerbe gefestigt; so etwa konnten Gewinner im Preisausschreiben „Urlaub der Träume“ frei wählbare Weltreisen gewinnen.
Das Blatt stand damals hauptsächlich in Konkurrenz zum Stern; beide erreichten in jener Zeit schon Auflagen über der Millionengrenze. Die Revue wurde in der Druckerei des Verlagshauses Kindler und Schiermeyer in München hergestellt.

### Die Nachfolger
Bis Mitte 1966 erschien die Revue im Verlag Theodor Martens & Co. GmbH München und war ein selbständiges Blatt. Dann wurde sie an die Bauer Verlagsgruppe verkauft und mit der Neuen Illustrierten zur Neuen Illustrierten Revue zusammengeschlossen. Einige Zeit darauf erfolgte die Umbenennung in Neue Revue. In den Jahren 1982 bis 1990 mit Richard Mahkorn als Chefredakteur stand die Neue Revue zusammen mit Quick und Stern an der Spitze der deutschen Illustrierten mit Verkaufszahlen von Media Control. 1987 feierte die (Neue) Revue ihren 50. Geburtstag mit dem Kunst- und Vergnügungspark Luna Luna nach den Ideen von André Heller in Hamburg.
Neu als erotische Zeitschrift mit Nacktfotos junger Frauen unter dem Titel „Das Mädchen von nebenan“ konzipiert, veränderte sie im Laufe der Zeit das Profil zu einer Frauen- und Societyzeitschrift. Von 1994 bis 1999 war Robert Pölzer Chefredakteur.
Im Dezember 2005 wurde die Neue Revue wieder in Revue umbenannt. Die Umbenennung war der Versuch einer Umpositionierung zum Society-Magazin und erfolgte mit der Veröffentlichung von Heft 51/05. Ab 2006 war Norbert Lewandowski als Nachfolger von Peter Bartels (1999–2006) Chefredakteur.
Am 18. Juni 2008 gab die Bauer Verlagsgruppe die Einstellung der Revue bekannt, als die Auflage auf 208.000 Exemplare gesunken war; die letzte Ausgabe (Heft 29/2008) erschien am 10. Juli 2008.

### Auflage und Verbreitung
In den 1970er Jahren lag die Auflage bei 1,3 Millionen Exemplaren pro Woche und sank danach ständig: in den 1980er Jahren auf etwas über eine Million, in den 1990er Jahren auf 400.000.
2008 erzielte das Heft eine verkaufte Auflage von 208.470, wobei nach Branchenschätzungen mehr als die Hälfte davon rabattiert abgegeben wurde, zum Beispiel als „Bordexemplar“ für Fluggesellschaften.